# 사라스바티강

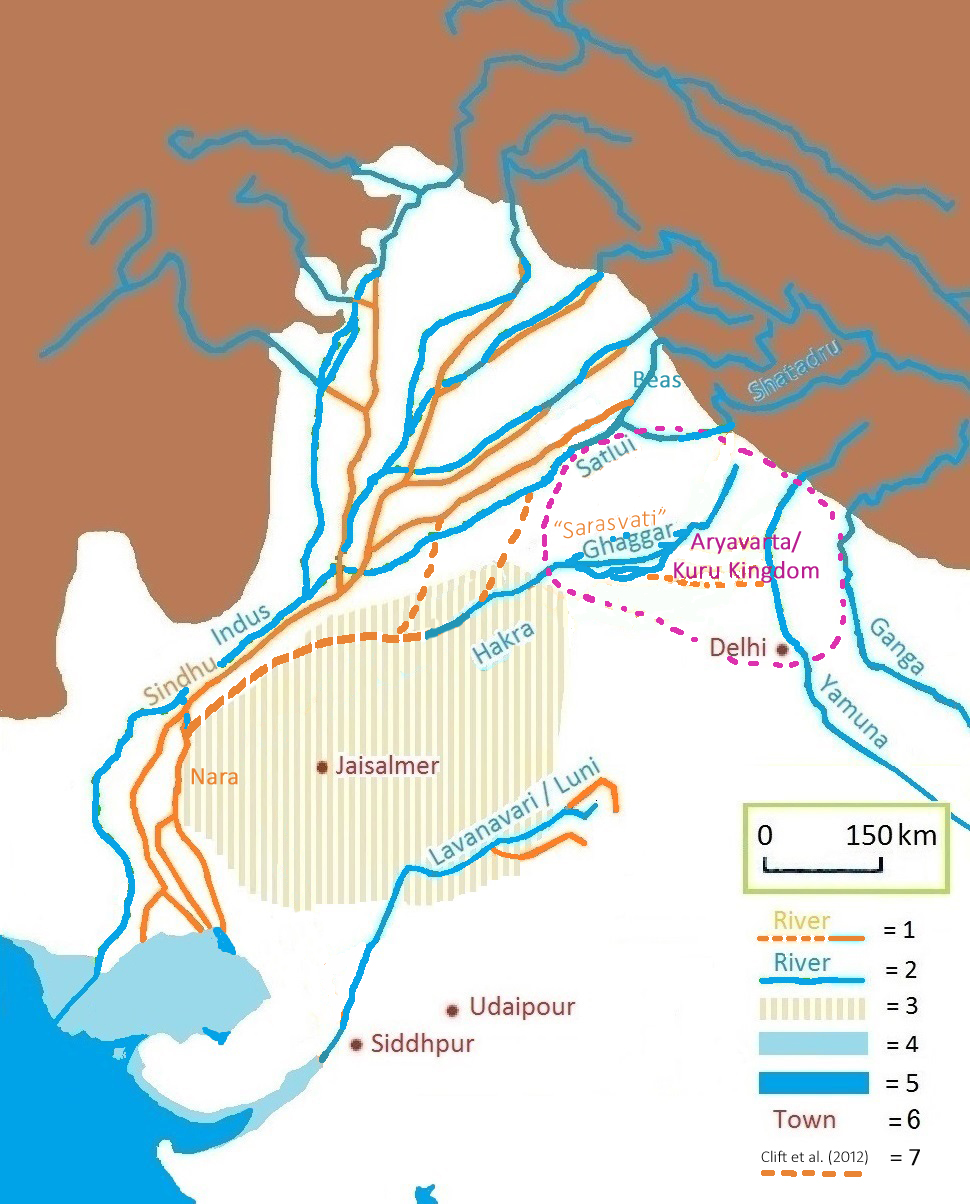
베다 시대와 현재의 가가르-하크라강의 흐름, 아리아바르타/쿠루 왕국 및 와 가 제안한 하라판 이전 하크라/슈투드리-야무나 고대 수로. 이 위성 사진도 참조.
1 = 고대 강
2 = 오늘날의 강
3 = 오늘날의 타르 사막
4 = 고대 해안
5 = 오늘날의 해안
6 = 오늘날의 도시
7 = 마른 하라판 하크라 수로 및 하라판 이전 수틀레지 고대 수로.

공동묘지 H, 후기 하라판, OCP, 구리 매장지 및 회색 그림 토기 유적

사라스바티강(산스크리트어: सरस्वती रिवर 사라스바티 나디)은 리그베다에서 처음 언급된 후대에 베다 및 후기 베다 문헌에 등장하는 신격화된 신화 속 강이다. 이 강은 브라만교에서 중요한 역할을 했으며, 리그베다의 네 번째 책을 제외한 모든 책에 등장한다.
물리적인 강으로서, 리그베다의 가장 오래된 문헌에서는 "인도 아대륙 북서부의 크고 신성한 강"으로 묘사되지만, 중기 및 후기 리그베다 문헌에서는 "최종 호수(사무드라)"로 끝나는 작은 강으로 묘사된다. 후기 베다 시대에 독립적인 정체성으로 발전한 "사라스바티"라는 용어의 또 다른 지칭인 여신 사라스바티로서 이 강은 또한 강력한 강이자 거대한 홍수로 묘사된다. 사라스바티는 또한 힌두인들이 형이상학적인 형태로 존재한다고 여겨지며, 이 형태로 신성한 강인 강가와 야무나와 트리베니 상감에서 합류를 이룬다. 미하엘 비첼에 따르면, 베다 사라스바티 강 위에 "천상의 강": 은하수가 겹쳐져 있으며, 이는 "불멸과 천상의 사후 세계로 가는 길"로 여겨진다.
리그베다 및 후기 베다 문헌은 현재의 강이나 고대 강바닥과의 동일시를 제안하는 데 사용되었다. 리그베다의 나디스투티 숙타 (10.75)는 동쪽의 야무나와 서쪽의 슈투드리(현재는 수틀레지로 알려짐) 사이에 사라스바티를 언급하는 반면, RV 7.95.1-2는 사라스바티가 현재 일반적으로 '대양'으로 번역되는 'samudra'로 흐른다고 묘사한다. 하지만 이는 "호수"를 의미할 수도 있다. 탄디아 브라마나 및 자이미니야 브라마나와 같은 후기 베다 문헌과 마하바라타는 사라스바티가 사막에서 말라버렸다고 언급한다.
기원후 19세기 후반부터 수많은 학자들이 사라스바티를 오늘날의 인도 북서부와 파키스탄 동부를 야무나와 슈투드리 사이에 흐르며 타르 사막에서 끝나는 가가르-하크라강 시스템과 동일시할 것을 제안했다. 최근 지구물리학적 연구는 하류로 추정되는 가가르-하크라 고대 수로가 실제로는 인더스강의 삼각주 수로인 나라강으로 흘러 들어갔던 슈투드리의 고대 수로임을 보여준다. 10,000~8,000년 전 수틀레지가 경로를 바꾸면서 이 수로는 버려졌고, 가가르-하크라는 바다에 닿지 않는 계절풍으로 공급되는 강들의 시스템이 되었다.
인더스 문명은 약 5,000년 전 강을 공급하던 몬순이 줄어들면서 번성했다. ISRO는 인더스 문명의 주요 유적지인 칼리방간 (라자스탄주), 바나왈리와 라키가르히 (하리아나주), 돌라비라와 로탈 (구자라트주)이 이 수로를 따라 위치하고 있음을 관찰했다. 강을 공급하던 몬순이 더욱 줄어들면서 약 4,000년 전 하크라가 말라버려 간헐적인 강이 되었고, 하라판 도시 문명은 쇠퇴하여 작은 농업 공동체에 국한되었다.
따라서 강력한 물리적인 리그베다 사라스바티를 가가르-하크라 시스템과 동일시하는 것은 문제가 있는데, 가가르-하크라는 리그베다 구성 시기보다 훨씬 이전에 이미 말라버렸기 때문이다. 빌케와 뫼부스의 말에 따르면, 베다 사람들이 인도 북서부로 이주할 무렵 사라스바티는 "사막의 작고 초라한 물줄기"로 축소되었다. 물리적인 강에 대한 리그베다의 언급 또한 사라스바티가 "약 3000년 전 이미 주요 수원을 잃고 종착 호수(사무드라)에서 끝났어야 한다"는 것을 나타내며, 이는 "현재의 상황을 묘사하고 있으며, 사라스바티는 대부분의 물을 잃었다." 또한, 사라스바티에 대한 리그베다의 묘사는 가가르-하크라의 실제 경로와 일치하지 않는다.
"사라스바티"는 또한 고대 아라코시아의 헬만드 또는 Harauvatiš (현재의 아프가니스탄 남부)와 동일시되기도 하는데, 그 이름은 베다 부족이 펀자브로 이주한 후, 가가르-하크라강의 더 오래된 산스크리트어 이름에서 재사용되었을 수 있다. 리그베다의 사라스바티는 또한 두 개의 다른 강을 지칭할 수도 있는데, 가족 서적은 헬만드강을, 더 최근의 10권은 가가르-하크라를 지칭하는 것일 수 있다.
가가르-하크라 시스템과의 동일시는 서기 21세기 초에 새로운 중요성을 띠게 되었는데, 일부 힌두트바 지지자들은 리그베다의 시기를 더 이전으로 앞당겨 인더스 문명을 "사라스바티 문화", "사라스바티 문명", "신두-사라스바티 문화" 또는 "신두-사라스바티 문명"으로 개명할 것을 제안했다. 이는 인더스 계곡 문명과 베다 문화가 동일시될 수 있음을 시사하며, 기원전 약 1900년에서 1400년 사이에 인도아대륙으로 인도아리아어 화자들의 장기간 이주를 가정한 이론을 거부한다.

## 어원
Sárasvatī는 형용사 sárasvat (리그베다에서 우주 대양의 관리자의 이름으로 등장한다.)의 여성형 주격 단수 형태로, 'sáras' + 'vat'에서 파생되었으며 'sáras-를 가진'을 의미한다. 산스크리트어 sáras-는 '호수, 연못'을 의미한다 (파생어 sārasa- '호수 새 = 사루스두루미' 참조). 마이르호퍼는 뿌리 *sar- '달리다, 흐르다'와의 연결 가능성을 낮게 보지만, 풍부한 물 흐름으로 인해 많은 호수를 연결하는 강이었을 수 있다는 점에는 동의한다.
Sarasvatī는 아베스타어 Haraxvatī와 동족어로 간주된다. 젊은 아베스타에서 Haraxvatī는 아라코시아이며, 이는 강이 풍부한 지역으로 묘사되고, 그 고대 페르시아어 동족어는 Harauvati이다.

## 힌두교에서의 중요성
사라스바티강은 힌두인들에게 숭배되고 중요하게 여겨졌는데, 브라흐마바르타의 베다 국가에서 이 강과 그 지류인 드리샤드바티강 유역에서 베다 산스크리트어가 탄생했고, 리그베다의 초기 부분과 여러 우파니샤드와 같은 중요한 베다 경전들이 베다 현자들에 의해 작성되었다고 전해지기 때문이다. 마누 법전에서 브라흐마바르타는 베다 문화의 "순수한" 중심으로 묘사된다. 브리짓과 레이몬드 올친은 "인도와 파키스탄 문명의 부상(The Rise of Civilization in India and Pakistan)"에서 "인도-파키스탄(아리아바르타 또는 브라흐마바르타)의 가장 초기 아리안 고향은 리그베다 시대에 펀자브와 사라스바티 및 드리샤드바티 강 계곡에 있었다"고 주장했다.

### 리그베다

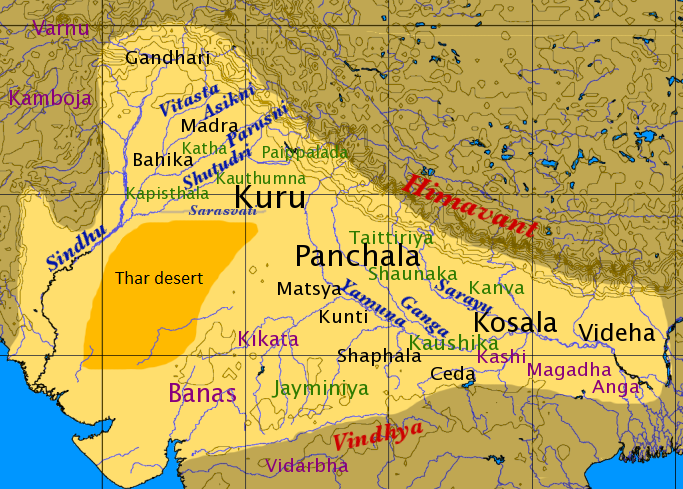
후기 베다 시대 북인도 지도

#### 강으로서
사라스바티강은 베다의 네 번째 책을 제외한 모든 책에 언급되어 있다. 아서 안토니 맥도넬과 아서 베리데일 키스는 그들의 베다 지수에서 사라스바티강에 대한 베다 문헌의 포괄적인 조사를 제공했다. 후기 10권에서는 두 개의 언급만이 명백히 강을 지칭한다: 세 개의 "위대한 강"인 신두, 사라스바티, 사라유의 도움을 요청하는 10.64.9; 그리고 나디스투티 수크타의 지리적 목록인 10.75.5. 이 찬송가에서 사라스바티강은 야무나와 슈투드리 사이에 위치한다.
리그베다의 가장 오래된 문헌에서는 "인도 북서부의 크고 신성한 강"으로 묘사되지만, 미하엘 비첼은 리그베다가 사라스바티가 "약 3000년 전 이미 주요 수원을 잃고 종착 호수(사무드라)에서 끝났어야 한다"는 것을 나타낸다고 언급한다. 중기 서적 3권과 7권 및 후기 10권은 "사라스바티가 대부분의 물을 잃은 현재의 상황을 묘사한다." 사라스바티는 리그베다가 편찬된 쿠루 왕국의 신화에서 높은 지위를 얻었다.

#### 여신으로서

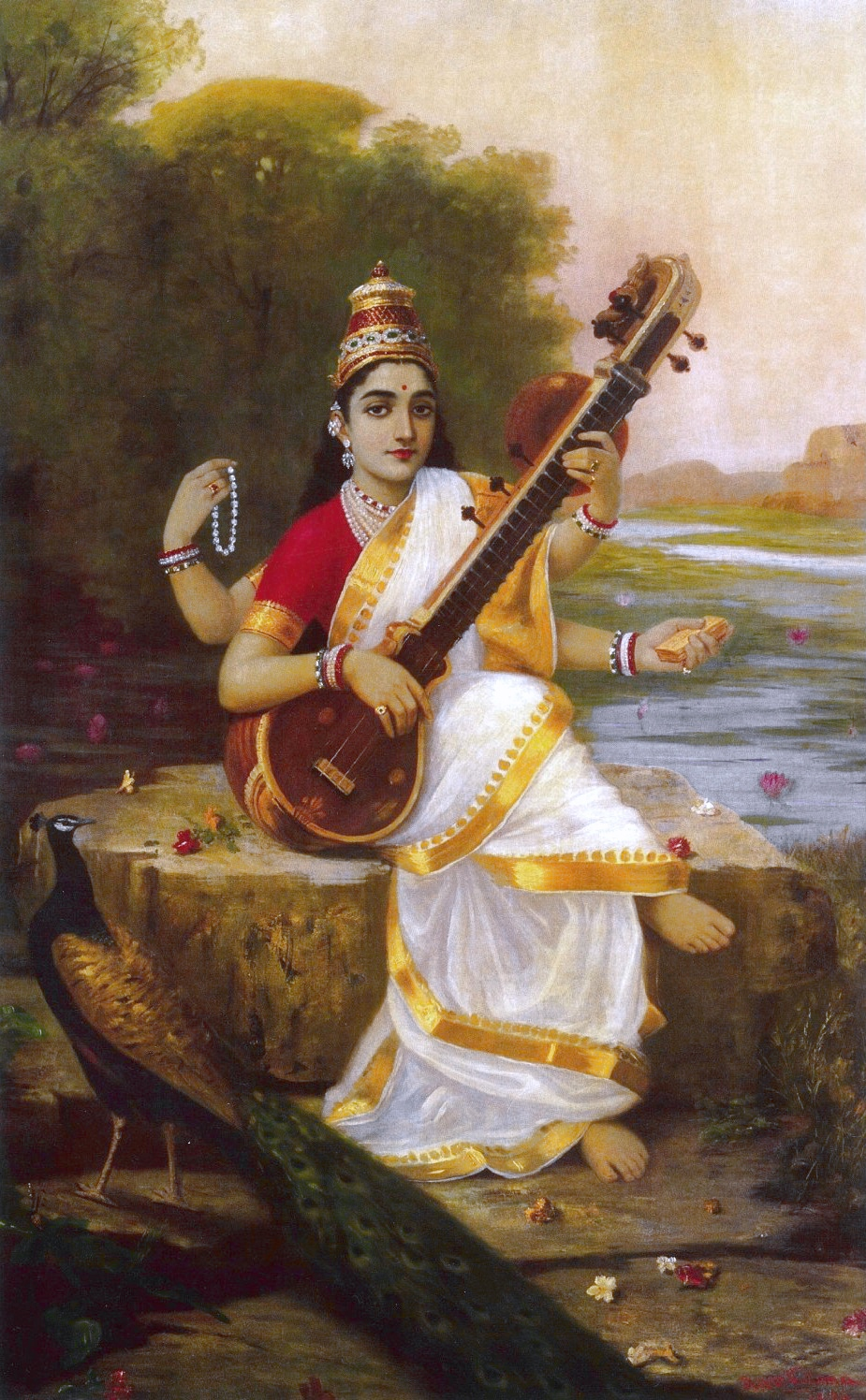
라자 라비 바르마의 사라스바티 여신 그림

사라스바티는 리그베다의 찬송가에 약 50번 언급된다. 리그베다의 후기 책(1권과 10권)의 13개 찬송가에 언급된다.
사라스바티 여신과 관련된 가장 중요한 찬송가는 RV 6.61, RV 7.95 및 RV 7.96이다. 강 여신으로서, 그녀는 거대한 홍수로 묘사되며, 명확히 지상의 강이 아니다. 미하엘 비첼에 따르면, 베다 사라스바티 강 위에 천상의 강 은하수가 겹쳐져 있으며, 이는 "불멸과 천상의 사후 세계로 가는 길"로 여겨진다. 사라스바티를 천상의 강으로 묘사하는 것은 그녀의 신화적 본질을 시사하는 것으로 해석된다.
10.30.12에서 그녀의 강 여신으로서의 기원은 천상의 물에 대한 찬송가에서 수호신으로 그녀를 부르는 것을 설명할 수 있다. 10.135.5에서 인드라가 소마를 마실 때, 그는 사라스바티에 의해 상쾌해진다고 묘사된다. 10.17에서의 기도는 사라스바티를 조상뿐만 아니라 현세의 여신으로도 부른다. 1.13, 1.89, 10.85, 10.66, 10.141에서는 그녀가 강이 아닌 다른 신들과 여신들과 함께 나열된다. 10.65에서는 그녀가 "신성한 생각"(dhī)과 "관대함"(puraṃdhi)과 함께 불려지는데, 이는 그녀가 지식과 다산의 여신으로서의 역할과 일치한다.
사라스바티는 처음에는 베다 경전에서 강 여신으로 등장했지만, 후기 푸라나의 힌두교에서는 강과 거의 관련이 없었다. 대신, 그녀는 지식, 학문, 지혜, 음악, 예술의 독립적인 여신으로 부상했다. 강 여신에서 지식의 여신으로의 진화는 후기 브라마나에서 시작되었는데, 이는 베다 숭배에서 언어의 중요성과 강둑에서의 숭배 발달로 인해 그녀를 언어의 여신인 바그데비(Vāgdevī)로 동일시했기 때문일 것이다. 또한 원래 독립적이었던 두 여신이 후기 베다 시대에 하나로 합쳐졌다고 가정할 수도 있다. 아우로빈도는 반면에 "베다의 상징주의는 사라스바티 여신이라는 형상에서 가장 분명하게 드러난다... 그녀는 명백하고 분명하게 세계의 여신, 신성한 영감의 여신이다..."라고 제안했다.

### 다른 베다 문헌
후기 리그베다 문헌에서는 사라스바티의 사라짐이 언급된다. 또한 사라스바티의 기원은 플락샤 프라사라바나(인도와 네팔에서 알려진 핍팔라 나무 또는 아슈바타 나무)로 식별된다.
야주르베다의 바자사네이-삼히타의 보충 챕터 (34.11)에서 사라스바티는 신두를 의미하는 문맥에서 언급된다: "다섯 강이 그 길을 따라 사라스바티로 빠르게 흐르지만, 그 후 사라스바티는 땅에서 다섯 배의 강이 된다." 중세 주석가 우바타에 따르면, 사라스바티의 다섯 지류는 펀자브 강인 드리샤드바티, 슈투드리(수틀레지), 아시키니(체나브), 비파샤(베아스), 이라바티(라비)였다.
사라스바티강 하류의 소멸에 대한 첫 번째 언급은 베다 산스크리트어로 쓰였지만, 베다 삼히타보다 후대에 쓰인 텍스트인 브라마나에서 나온다. 자이미니야 브라마나 (2.297)는 '사라스바티의 잠수(upamajjana)'에 대해 언급하며, 탄디아 브라마나 (또는 판차빔사 브라흐마나)는 이를 '사라짐'(vinasana)이라고 부른다. 같은 텍스트 (25.10.11–16)는 사라스바티가 지탱했던 하늘을 더 이상 지탱할 수 없었기 때문에 '말하자면 구불구불하다'(kubjimati)고 기록한다.
플락샤 프라사라바나(강의 발원지)는 시왈릭 구릉의 샘을 지칭할 수 있다. 발원지와 비나사나(강이 사라진 곳) 사이의 거리는 44 아슈빈 (수백에서 1,600마일 사이)이라고 한다 (탄디야 브라흐마나 25.10.16; 아베스타 6.131.3; 판차빔샤 브라흐마나 참조).
라티야나 슈라우타수트라 (10.15–19)에서 사라스바티는 드르샤드바티 (초탕)와의 합류 지점 서쪽에 있는 비나사나까지 연중 흐르는 강인 것으로 보인다. 드르샤드바티는 계절성 하천으로 묘사되는데 (10.17), 이는 히말라야에서 발원하지 않았음을 의미한다. 바르가바는 드라샤드바티강을 현재 라자스탄 자이푸르 언덕에서 발원하는 사히비강으로 식별했다. 아슈발라야나 슈라우타수트라와 상카야나 슈라우타수트라는 라티야나 슈라우타수트라와 유사한 구절을 포함한다.

### 후기 베다 문헌
빌케와 뫼부스는 "역사적인 강" 사라스바티가 "지형적으로 명백한 신화적인 존재"였으며, 힌두 서사시가 쓰여질 무렵에는 이미 "사막의 작고 초라한 물줄기"로 축소되었다고 언급한다. 이러한 후기 베다 문헌들은 강이 말라버리는 것에 대해 규칙적으로 이야기하며, 사라스바티 여신을 강보다는 언어와 연관시키기 시작한다.

#### 마하바라타
마하바라타 (기원전 3세기 ~ 기원후 3세기)에 따르면 사라스바티강은 사막으로 말라버렸고 (비나사나 또는 아다르사나라는 곳에서), "맹렬하게" 바다와 합류한다. Mbh.3.81.115는 쿠루프라데시 또는 쿠루 왕국의 위치를 사라스바티 남쪽과 드리샤드바티 북쪽으로 지정한다. 라자스탄주와 하리아나주에 있는 말라버린 계절성 가가르강은 마하바라타에 묘사된 것과 동일한 지리적 견해를 반영한다.
힌두 경전에 따르면, 발라라마는 마하바라타 시대에 드바라카에서 마투라까지 사라스바티 강둑을 따라 여행했다. 또한 북부 라자스탄 일부 지역에는 사라스바티 강을 따라 이름 붙여진 고대 왕국들(마하잔파다 시대)이 있었다.

#### 푸라나
여러 푸라나는 사라스바티강을 묘사하며, 강이 여러 호수(사라스)로 나뉘어졌다고도 기록한다.
스칸다 푸라나에 따르면 사라스바티는 브라흐마의 물 항아리에서 시작되어 히말라야의 플락사 샘에서 흐른다. 그리고 케다라에서 서쪽으로 방향을 틀어 지하로도 흐른다. 사라스바티의 다섯 지류가 언급된다. 이 텍스트들은 사라스바티강의 여신이 사라스바티임을 밝힌다. 바마나 푸라나 32.1–4에 따르면 사라스바티는 플락사 샘에서 솟아났다.
파드마 푸라나는 다음과 같이 말한다:
강가, 야무나, 사라스바티가 합류하는 곳에서 목욕하고 마시는 자는 해탈을 얻을 것이다. 여기에 의심할 여지는 없다."

#### 스므리티
- 마누 스므리티에서 현자 마누는 홍수를 피해 사라스바티강과 드리샤드바티강 사이에서 베다 문화를 세웠다. 따라서 사라스바티강은 브라흐마바르타의 서쪽 경계였다: "사라스바티와 드리샤드바티 사이의 땅은 신에 의해 창조되었다; 이 땅이 브라흐마바르타이다."[62]
- 마찬가지로, 바시스타 다르마 수트라 I.8-9와 12-13은 아리아바르타를 사막에서 사라스바티가 사라지는 지점의 동쪽, 칼라카바나의 서쪽, 파리야트라와 빈디아 산맥의 북쪽, 히말라야의 남쪽에 위치시킨다. 파탄잘리의 마하바샤는 바시스타 다르마 수트라처럼 아리아바르타를 정의한다.
- 바우다야나 다르마수트라는 칼라카바나 서쪽, 아다르사나 (사라스바티가 사막에서 사라지는 곳) 동쪽, 히말라야산맥 남쪽, 빈디아스 북쪽에 있는 땅을 아리아바르타로 선언하며 유사한 정의를 제시한다.

### 현대 종교적 의미

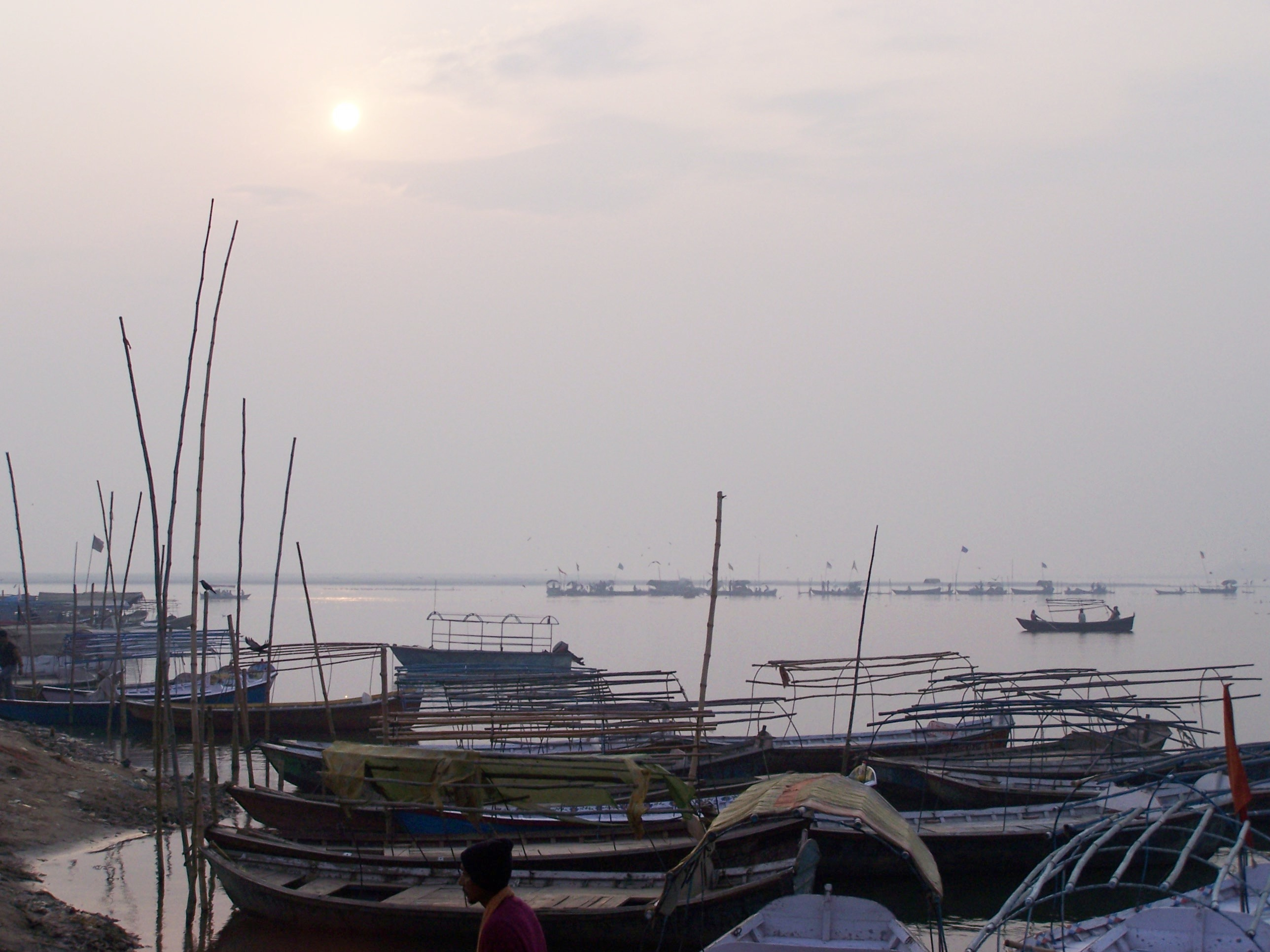
프라야그라지의 트리베니 상감 – 강가, 야무나, 사라스바티의 합류 지점.

다이애나 엑은 오늘날 인도 아대륙에서 사라스바티의 힘과 중요성은 인도 아대륙 전역의 강들의 합류 지점에서의 지속적인 상징적 존재에 있다고 지적한다. 지하에 있지만 세 번째 강으로서, 강들이 만나는 곳으로 솟아나와 물을 신성하게 만든다.
베다 시대의 사라스바티가 말라버린 후, 강에 대한 새로운 신화들이 생겨났다. 사라스바티는 지하 세계로 흘러 일부 장소에서 지표면으로 솟아나는 것으로 묘사된다. 수세기 동안 사라스바티강은 "미묘하거나 신화적인" 형태로 존재했는데, 이는 현재의 남아시아 주요 강 중 어느 것에도 해당하지 않기 때문이다. 프라야그라자의 트리베니 상감에서 강가와 야무나 강이 합류하는 지점은 보이지 않는 사라스바티강과도 합류한다고 믿어지는데, 이 강은 지하로 흐르는 것으로 여겨진다. 이는 프라야그라자가 사라스바티강이 지하로 동쪽으로 흐르는 역사적인 경로와 거리가 멀다는 점에도 불구하고 그러하다.
쿰바 멜라에서는 12년마다 트리베니 상감(문자 그대로 "세 강이 합류하는 곳")에서 대규모 목욕 축제가 열린다. 사라스바티가 갠지스강과 야무나강의 합류 지점에 합류한다는 믿음은 푸라나 경전에서 유래했으며, 강이 사라진 후 베다 강이 남긴 "강력한 유산"을 의미한다. 이 믿음은 "상징적"으로 해석된다. 세 강인 사라스바티, 야무나, 강가는 각각 브라흐마, 비슈누, 시바의 동반자이다.
덜 알려진 구성에서는 사라스바티가 솜나트에서 히란야강과 카필라강과 함께 트리베니 합류를 형성한다고 한다. 인도에는 두 개의 물리적인 강이 "보이지 않는" 사라스바티와 합류하여 합류 지점의 신성함을 더하는 여러 다른 트리베니가 있다.
로밀라 타파르는 "강이 초기 강에 대한 기억을 불러일으켜 신화화되면, 그 이름인 사라스바티는 인도 아대륙의 여러 지역에서 일어났듯이 많은 강에 적용될 수 있었다"고 지적한다.
현재의 여러 강들도 베다 사라스바티의 이름을 따서 사라스바티라고 불린다:
- 사라스바티는 암발라 지역의 아산기 지역에서 발원하여 PEPSU의 샤트라나 근처에서 가가르강과 합류하는 강이다. 사둘가르(하누망가르) 근처에서 수틀레지강의 말라버린 수로인 나이왈라 수로가 가가르강과 합류한다. 수라트가르 근처에서 가가르강은 말라버린 드리샤드바티강과 합류한다.
- 사라스바티는 라자스탄주의 아라발리산맥에서 발원하여 시드푸르와 파탄을 거쳐 쿠치만 습지로 잠수하는 강의 이름이다.
- 사라스바티강은 알라크난다강의 지류로 바드리나트 근처에서 발원한다.
- 서벵골주의 사라스바티강은 이전에 후글리강의 지류였으나, 서기 17세기부터 말라버렸다.

## 동일시 이론
이미 기원후 19세기부터 베다의 신화적 사라스바티와 물리적인 강을 동일시하려는 시도가 있어왔다. 많은 이들은 베다 사라스바티강이 한때 인더스강 (신두강) 동쪽으로 흘렀다고 생각한다. 과학자, 지질학자, 학자들은 사라스바티를 현재 존재하거나 과거에 존재했던 여러 강들과 동일시해 왔다.
사라스바티를 규명하려는 시도에는 두 가지 이론이 널리 퍼져 있다. 여러 학자들은 이 강을 현재의 가가르-하크라강 또는 그 말라버린 부분과 동일시했으며, 이 강은 인도 북서부와 파키스탄에 위치한다. 두 번째 인기 있는 이론은 이 강을 헬만드강 또는 현재 아프가니스탄의 헬만드 계곡에 있던 고대 강과 연관시킨다.
다른 사람들은 사라스바티를 신화적인 강, 즉 "물건"이 아니라 알레고리로 간주한다.
가가르-하크라 시스템과의 동일시는 21세기 초에 새로운 중요성을 띠게 되었는데, 이는 리그베다의 시기를 더 이전으로 앞당기고, 인더스 문명을 "사라스바티 문화", "사라스바티 문명", "인더스-사라스바티 문명" 또는 "신두-사라스바티 문명"으로 개명할 것을 제안했다. 이는 인더스 문명과 베다 문화가 동일시될 수 있음을 시사한다.

### 리그베다의 코스

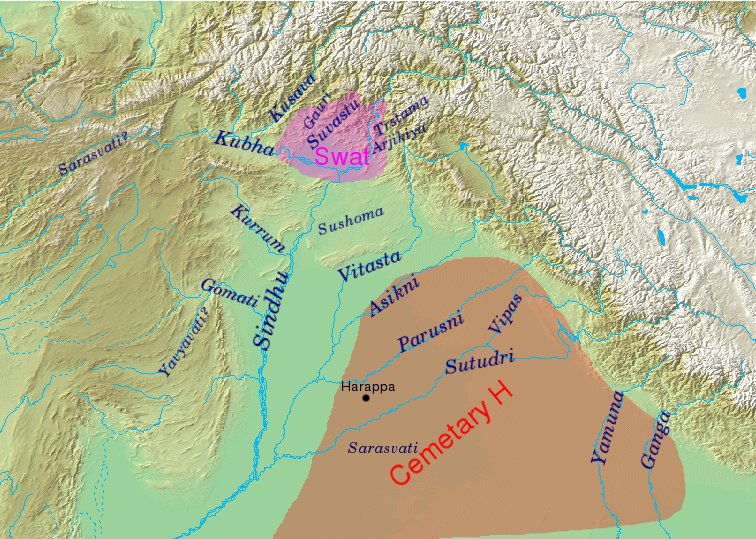
베다 시대의 강들

리그베다에는 강의 지리에 대한 정보를 제공하는 여러 찬송가가 있으며, 리그베다 후기 책에 묘사된 사라스바티와 가가르-하크라를 동일시하는 내용이 포함되어 있다.
- RV 3.23.4는 사라스바티강을 드리샤드바티강 및 아파야강과 함께 언급한다.[b]
- RV 6.52.6은 사라스바티가 강(신두비흐)으로 인해 부풀어 오른다고 묘사한다.
- RV 7.36.6, "sárasvatī saptáthī síndhumātā"는 "사라스바티는 일곱 번째, 홍수의 어머니"로 번역될 수 있지만,[74] "그 어머니는 신두"로도 번역될 수 있는데, 이는 사라스바티가 여기서 인더스의 지류임을 나타낸다.[m][b]
- RV 7.95.1–2는 사라스바티가 현재 일반적으로 "대양"으로 번역되는 'samudra'로 흐른다고 묘사하지만,[c] 이는 "호수"를 의미할 수도 있다.[3][7][8][9][d][b]
- RV 10.75.5, 후기 리그베다 나디스투티 숙타는 동쪽의 갠지스강부터 서쪽의 인더스강까지 모든 중요한 강들을 명확한 지리적 순서로 열거한다. "갠지스, 야무나, 사라스바티, 슈투드리"의 순서는 사라스바티를 야무나와 수틀레지강 사이에 위치시키는데, 이는 가가르강과의 동일시와 일치한다.[b]

그러나 리그베다는 또한 아프가니스탄의 헬만드강과의 동일시를 위한 단서를 포함한다.
- 사라스바티강은 영구적인 물을 가진 거대한 강으로 인식되는데, 이는 하크라강과 가가르강에는 해당되지 않는다.[75]
- 리그베다는 여러 사라스바티 강에 대한 묘사를 포함하는 것으로 보인다. 가장 초기의 사라스바티는 아베스타에서 하라크와티라고 불리는 아프가니스탄의 헬만드강과 유사하다고 한다.[75]
- RV 6.61의 구절은 사라스바티강이 언덕이나 산(기리)에서 발원했으며, 그곳에서 "강력한 파도로 언덕(기리)의 능선을 뚫었다"는 것을 나타낸다. 이것이 현재의 사라스바티(사르수티)강이 흐르는 히말라야 구릉지만을 의미하는지, 아니면 더 높은 산을 의미하는지는 해석의 문제이다.

리그베다는 후기 하라판 시대 후반에 쓰여졌으며, 섀퍼에 따르면 리그베다에서 사라스바티가 지배적인 이유는 후기 하라판 (기원전 1900-1300년) 인구가 동쪽으로 하리아나주로 이동했기 때문이라고 한다.

### 가가르-하크라강
현재의 가가르-하크라강은 인도와 파키스탄에 있는 계절성 강으로, 계절풍 시기에만 흐르지만, ISRO와 ONGC가 소유한 위성 사진은 현재의 가가르강을 통해 주요 강의 흐름이 있었다는 것을 확인했다. 하크라의 고대 수로는 실제로는 수틀레지강의 고대 수로로, 나라강 바닥으로 흘러들어갔으며, 현재는 인더스강의 삼각주 수로 또는 고대 수로이다. 최소 10,000년 전, 하라판 문명이 발생하기 훨씬 이전에 수틀레지강은 경로를 바꾸어 가가르-하크라강을 몬순으로 공급되는 강으로 만들었다. 기원전 2천년기 초 몬순이 줄어들면서 가가르-하크라강 시스템이 말라버렸고, 이는 하라판 문명에 영향을 미쳤다.

#### 고대 수로 및 고대 유적

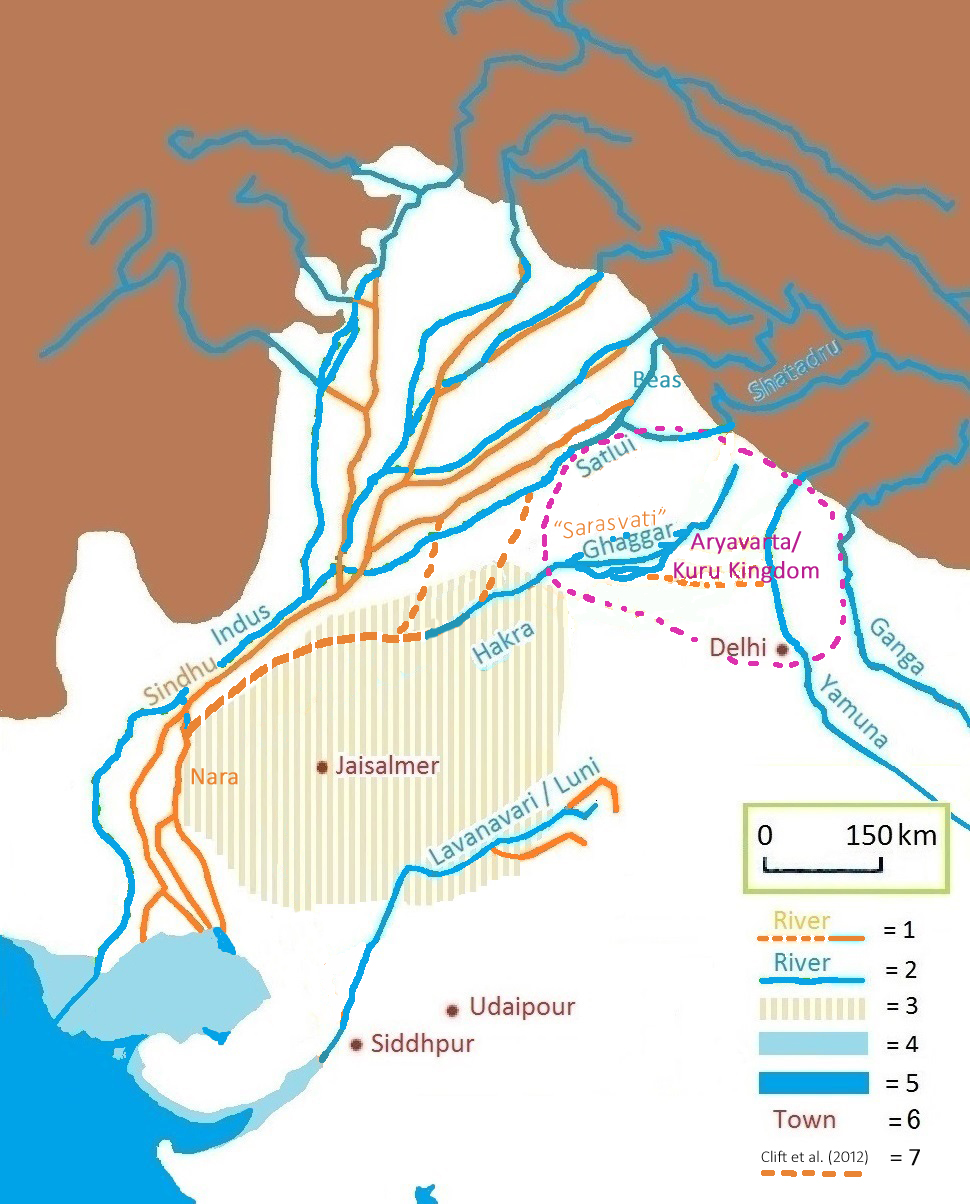
베다 시대와 현재의 가가르-하크라강의 흐름, 아리아바르타/쿠루 왕국, 와 가 제안한 (하라판 이전) 하크라/수틀레지-야무나 고대 수로. 이 위성 사진도 참조.
1 = 고대 강
2 = 오늘날의 강
3 = 오늘날의 타르 사막
4 = 고대 해안
5 = 오늘날의 해안
6 = 오늘날의 도시
7 = 말라버린 하라판 하크라 수로 및 하라판 이전 수틀레지 고대 수로.

인더스 유역의 강 흐름이 빈번하게 변했다는 점에 대해서는 일반적인 합의가 있지만, 이러한 변화의 정확한 순서와 연대 측정은 문제가 되어왔다.

##### 홀로세 이전의 수틀레지강과 야무나강의 방향 변경
이전 출판물들은 수틀레지강과 야무나강이 완전한 하라판 시대까지도 하크라강으로 흘러들어갔으며, 몬순으로 공급되는 가가르강에 충분한 양을 제공했다고 시사했다. 수틀레지강과 야무나강은 기원전 2500년에서 1900년 사이에 지진 활동이나 "극히 평탄한 평원의 약간 변형된 경사"로 인해 경로를 변경하여 타르 사막에서 하크라강이 말라버렸다. 최근 출판물들은 수틀레지강과 야무나강이 하라판 시대 훨씬 이전에 경로를 바꾸었음을 보여주며, 몬순으로 공급되는 가가르-하크라강은 후기 하라판 시대에 말라버렸다.
클리프트 외(2012)는 지르콘 모래 입자의 연대 측정을 통해 촐리스탄 사막의 인더스 문명 유적지 근처 지하 강 수로가 가가르-하크라강이 아닌, 서쪽 유적지에서는 베아스강과, 동쪽 유적지에서는 수틀레지강과 야무나강과 퇴적물 친화도를 보임을 보여주었다. 이는 야무나강 자체 또는 야무나강의 수로가 수틀레지강의 수로와 함께 기원전 47,000년에서 10,000년 사이에 서쪽으로 흘렀을 수 있음을 시사한다. 야무나강의 배수는 인더스 문명의 시작 훨씬 이전에 가가르-하크라강에서 소실되었을 수 있다.
아지트 싱 외(2017)는 가가르-하크라 고대 수로가 수틀레지강의 이전 경로이며, 수틀레지강이 현재 경로로 변경된 것은 하라판 문명 발달 훨씬 이전인 15,000년에서 8,000년 전 사이라고 밝혔다. 아지트 싱 외는 도시 인구가 연중 흐르는 강이 아니라 파괴적인 홍수에 영향을 받지 않는 몬순으로 공급되는 계절성 강을 따라 정착했다고 결론 내린다.
Khonde et al. (2017)은 쿠치만 습지가 인더스강과는 다른 수원으로부터 퇴적물을 받았지만, 이 수원 공급은 약 10,000년 전 이후 중단되었음을 확인한다. 마찬가지로, Dave et al. (2019)은 "[우리의] 결과는 고대 정착지와 히말라야의 큰 강 사이의 제안된 연관성을 반증하며, 이 지역을 가로지르는 주요 고대 하천 시스템은 하라판 문명 설립 훨씬 이전에 중단되었음을 나타낸다"고 언급한다.
차우드리 외(2021)에 따르면 "사라스바티강은 한때 히말라야의 빙하 봉우리에서 아라비아해까지 흘렀으며", "기원전 11,147년까지 이 수로망을 통해 엄청난 양의 물이 흘렀다"고 한다. 이 연구는 사라스와티가 처음에는 빙하수에 의해 공급되었고, 기원전 4000년 이후 빙하가 줄어들면서 약해졌으며, 약 2000년 전까지는 주로 비에 의존했고, 기원후 1402년까지 완전히 말라버렸음을 시사한다.

##### 인더스 문명과 몬순의 감소

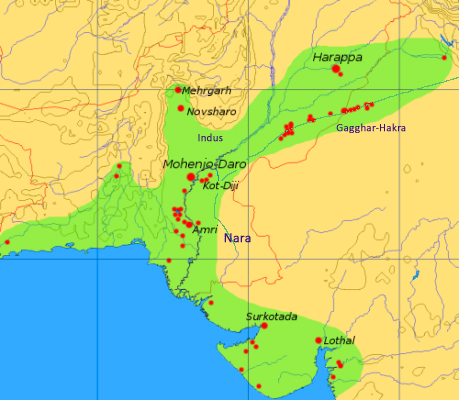
인더스 문명의 개요, 인도아리아인 이동 시기에는 이미 말라버린 가가르-하크라강을 따라 정착지가 집중되어 있다. 더 자세한 지도는 Sameer et al. (2018) 참조.

많은 인더스 문명 (하라판 문명) 유적지는 성숙한 하라판 시대에 가가르-하크라강에 물을 공급했던 "높은 계절풍 강우량" 덕분에 가가르-하크라 수계의 둑이나 근처에서 발견된다.
지오산 외는 그들의 연구 "하라판 문명의 충적 지형"에서 가가르-하크라 수계가 거대한 빙하에 의해 공급되는 히말라야 강이 아니라 몬순에 의해 공급되는 강임을 분명히 한다. 그들은 인더스 문명이 약 5,000년 전 강을 공급하던 몬순이 줄어들면서 번성했다고 결론 내렸다. 문명을 지탱하던 강들을 공급하던 몬순이 더욱 줄어들고 그 결과 강들이 말라버리면서, 인더스 문명은 약 4,000년 전 쇠퇴했다. 특히 이는 가가르-하크라 시스템에 영향을 미쳐 간헐적인 강이 되었고 대부분 버려졌다. 후기 인더스 문명 정착지는 더 습한 인도-갠지스 평원 동쪽으로 이동했으며, 이곳에서 분권화된 후기 하라판 단계가 일어났다.
기원전 3천년기에 걸쳐 일어난 광범위한 건조화는 유라시아 스텝 지역의 물 부족과 생태적 변화를 야기하여, 식생 변화를 촉발하고 "더 높은 이동성과 유목 목축으로의 전환"을 야기했다. 이러한 이주들은 결국 남아시아로의 인도아리아인 이주를 초래했다.

#### 사라스바티와의 동일시
많은 고고학자와 지질학자들은 사라스바티강을 현재의 가가르-하크라강 또는 그 말라버린 부분과 동일시했다. 하지만 가가르-하크라강은 베다 시대 이전에 이미 말라버려 작은 계절성 강이 되었다는 사실에도 불구하고 이러한 동일시가 이루어졌다.
19세기 후반부터 20세기 초반까지 크리스티안 라센 (1800-1876), 막스 뮐러 (1823-1900), 마르크 아우렐 슈타인 (1862–1943), C.F. 올덤, 제인 매킨토시 등 여러 학자, 고고학자, 지질학자들이 베다 사라스바티강을 가가르-하크라강과 동일시했다. 다니노는 "1500km 길이의 사라스바티 강바닥"이 19세기에 "재발견"되었다고 언급한다. 다니노에 따르면, 19세기 "대부분의 인도학자"들은 "가가르-하크라 강바닥이 사라스바티의 유적"이라고 확신했다.
최근의 고고학자 및 지질학자, 예를 들어 필립과 비르디(2006), K.S. 발디야(2013)는 사라스바티를 가가르와 동일시했다. 그레고리 포셀에 따르면, "언어학적, 고고학적, 역사적 자료는 베다의 사라스바티가 현대의 가가르 또는 하크라임을 보여준다."
R.U.S. 프라사드에 따르면, "우리는 학자, 고고학자, 지질학자들 사이에서 상당한 의견 불일치를 발견하는데, 그들은 사라스바티가 시왈릭 구릉에서 발원하여 아디 바드리를 거쳐 평원으로 내려왔으며 [...] 마침내 란 오브 쿠치에서 아라비아해로 흘러 들어갔다고 주장한다." 발디야에 따르면, "일단 가가르가 '사르수티'로 알려졌었다고 결론짓는 것이 타당한데, 이는 '사라스바티'의 '부패한 형태'이기 때문이다. 가가르 강변에 '사르수티'라고 불리는 요새가 있기 때문이다. 지금은 황폐한 상태인 이 고대 요새는 사르수티 강을 기념하고 기린다."

#### 텍스트 및 역사적 반대
아쇼케 무케르지(2001)는 리그베다 사라스바티를 규명하려는 시도에 대해 비판적이다. 무케르지는 인도와 외국의 많은 역사학자 및 고고학자들이 "사라스바티"(문자 그대로 "물이 가득한")라는 단어가 명사 즉, 특정 "사물"이 아니라고 결론지었다는 점을 지적한다. 그러나 무케르지는 "사라스바티"가 처음에는 리그베다 사람들이 큰 강인 인더스강에 대한 형용사로 사용되었고, 나중에 "명사"로 진화했다고 믿는다. 무케르지는 베다 시인들이 고대 사라스바티를 본 적이 없으며, 그들이 베다 구절에서 묘사한 것은 다른 것을 지칭한다고 결론 내린다. 그는 또한 후기 베다 및 푸라나 전통에서 사라스바티의 "사라짐"이 "모래 속으로 땅 밑으로 가는 것"을 지칭하며, 강이 눈에 보이지 않는 것을 설명하기 위한 보완적인 신화로 만들어졌다고 제안한다.
로밀라 타파르는 가가르강과의 동일시를 논란의 여지가 있는 것으로 간주하며, 사라스바티가 높은 산을 통해 흐른다는 묘사가 가가르강의 경로와 일치하지 않으며 사라스바티가 아프가니스탄의 하라크바티라고 주장한다. 빌케와 뫼부스는 가가르-하크라강이 베다 시대 이전에 이미 말라버렸다는 점에서 동일시가 문제가 된다고 주장한다. 베다 사람들이 북인도로 이주할 무렵에는 말할 것도 없다.
라제시 코카르는 설령 수틀레지강과 야무나강이 리그베다 시대에 가가르강으로 흘러들어갔다 하더라도 리그베다의 묘사와 일치하지 않을 것이라고 덧붙였다. "눈으로 공급되는 수틀레지강과 야무나강이 하류 가가르강을 강화할 수는 있었겠지만, 상류 가가르강은 여전히 오늘날처럼 미약했을 것이다."

### 헬만드강

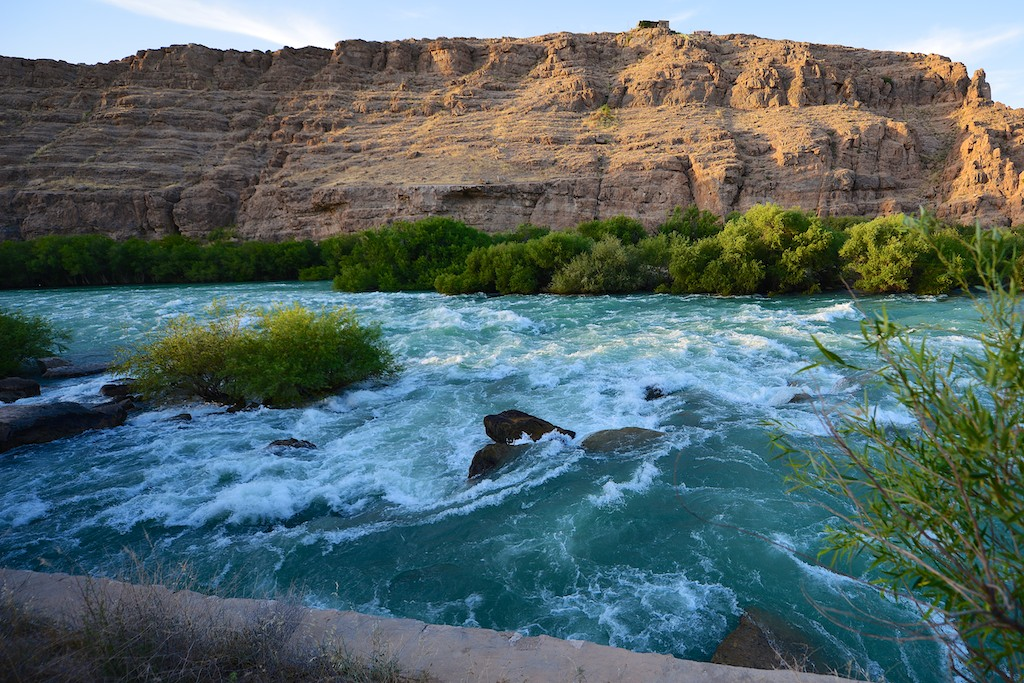
고대 이란 아베스타어로 하라흐바이티라고 불렸던 아프가니스탄의 헬만드강은 일부 학자들에 의해 고대 사라스바티강으로 동일시된다.

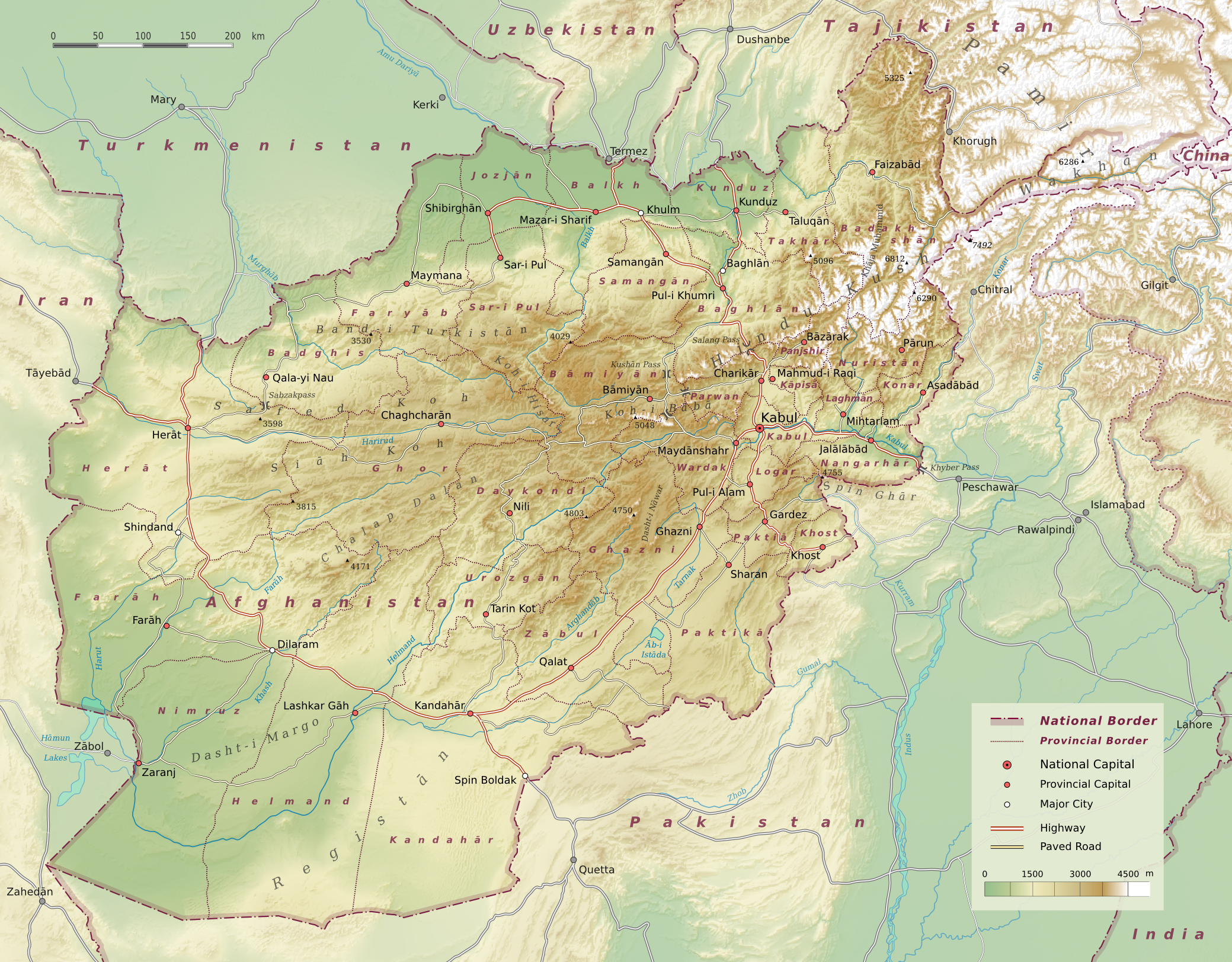
헬만드 강 유역과 지류인 아르간답강은 아프가니스탄 북부 힌두쿠시산맥에서 발원하여 이란 국경에 있는 아프가니스탄 남부의 하문 호수로 흘러 들어간다.

초기 리그베다 사라스바티강의 정체에 대한 대안적인 제안은 아라코시아 지역 아프가니스탄의 헬만드강과 그 지류인 아르간답강이며, 이 강들은 상라흐산맥에 의해 인더스강 유역과 분리되어 있다. 헬만드강은 역사적으로 아베스타어 하이투만트 외에 하라크스바이티라는 이름을 가졌는데, 이는 산스크리트어 사라스바티와 동족어인 아베스타어 형태이다. 아베스타는 리그베다에서 사라스바티에 대해 사용된 것과 유사한 용어로 헬만드강을 찬양한다: "풍부하고 영광스러운 하이투만트는 하얀 파도를 부풀려 풍부한 홍수를 굴러 내려보낸다." 그러나 리그베다의 사라스바티와 달리 헬만드강은 아베스타에서의 찬양에도 불구하고 신의 지위를 얻지 못했다. 사라스바티강과 헬만드강의 동일시는 토마스(1886)에 의해 처음 제안되었고, 몇 년 후 알프레드 힐레브란트에 의해 이어졌다.
콘라트 클라우스 (1989)에 따르면, 사라스바티강과 헬만드강의 지리적 상황은 유사하다. 두 강 모두 종착호수로 흐른다: 헬만드강은 이란고원의 늪(확장된 습지 및 하문-이-헬만드 호수 시스템)으로 흐른다. 이는 리그베다에서 사라스바티가 'samudra'로 흐른다는 묘사와 일치하는데, 그에 따르면 당시에는 '합류', '호수', '천상의 호수', '대양'을 의미했으며, '육상 대양'이라는 현재의 의미는 팔리 경전에서도 느껴지지 않았다.
라제시 코카르는 베다 문헌과 강들의 지질학적 환경에 대한 상세한 분석 후, 리그베다에 두 개의 사라스바티강이 언급되어 있다고 결론 내린다. 그가 나디타마 사라스바티라고 부르는 초기 리그베다 사라스바티는 리그베다의 가족 책인 2.41, 7.36 등에 묘사되어 있으며, samudra로 흘러들어간다. 리그베다의 나디타마 사라스바티에 대한 묘사는 아프가니스탄의 헬만드강의 물리적 특징, 더 정확히는 그 지류인 하루트강 (헤우 루드 또는 사브자바르강)과 일치한다. 그러나 라제시 코카르는 '하루트'라는 이름이 '하라흐바이티'(강이 아닌 아라코시아 지역의 이름)에서 유래했다고 믿으며, 하루트가 실제로는 아라코시아의 일부가 아니라 드라기아나의 일부라고 생각한다. 그가 비나사나 사라스바티라고 부르는 후기 리그베다 사라스바티는 수세기 후에 리그베다 문화의 계승자들이 서쪽 갠지스강 평원으로 약 600km 동쪽으로 이주한 후 쓰여진 리그베다 나디스투티 수크타 (10.75)에 묘사되어 있다. 이 무렵 사라스바티는 지하강이 되었고, 그 이름은 사막에서 사라진 가가르강으로 이전되었다. 후기 리그베다 사라스바티는 후기 리그베다 브라마나에서만 모래 속에 사라진다고 언급된다. 코카르에 따르면 갠지스강과 야무나강은 하루트강 근처의 작은 물줄기였다. 베다 사람들이 펀자브로 동쪽으로 이동했을 때, 그들은 헬만드에서 알던 옛 강들의 이름을 따서 새로운 강들을 명명했으며, 비나사나 사라스바티는 가가르-하크라강과 일치할 수 있다.
로밀라 타파르(2004)는 가가르강과 사라스바티의 동일시를 논란의 여지가 있는 것으로 선언한다. 또한, 사라스바티에 대한 초기 언급은 아프가니스탄의 하라크바티 평원일 수 있다. 가가르강과의 동일시는 문제가 되는데, 사라스바티가 높은 산을 뚫고 흐른다고 하는데, 이는 가가르강의 지형이 아니기 때문이다.

### 현대의 정치-종교적 의미

#### 가뭄과 베다의 연대 측정
여신 사라스바티를 강력한 강으로 묘사한 베다의 내용과 사라스바티의 가뭄과 지하로의 잠수현상에 대한 베다 및 푸라나의 진술은 일부에서 베다 문화의 연대를 수정하는 기준으로 사용되었다. 일부는 강력한 강에 대한 이러한 묘사를 리그베다의 더 이른 연대 측정에 대한 증거로 보고, 베다 문화를 가가르-하크라가 마르지 않았던 시기에 번성했던 하라판 문화와 동일시하며, 기원전 1500년에 이주를 가정한 인도아리아인 이동 이론을 거부한다.
다니노는 따라서 베다의 작곡 시기를 전통적인 연대보다 1천년 빠른 기원전 3천년기로 설정한다. 다니노는 강력한 강으로서의 리그베다 기록을 사실적인 묘사로 받아들이고, 3천년기 후반에 강이 말라버린 것을 연대 측정하는 것이 양립 불가능하다고 지적한다. 다니노에 따르면, 이는 베다인들이 기원전 3천년기에 북인도에 존재했음을 시사하며, 이는 전문 고고학자들 사이에서 논란이 되는 결론이다. 다니노는 "기원전 2천년기 동안 북서부 지역에 침입적인 물질 문화가 부재했다는 점", 골격 유해의 생물학적 연속성, 그리고 문화적 연속성이 없다는 점을 언급한다. 다니노는 "사라스바티의 증언이 여기에 추가된다면, 가장 간단하고 자연스러운 결론은 베다 문화가 기원전 3천년기에 이 지역에 존재했다는 것이다."
다니노는 이것이 "언어학, 고고천문학, 인류학, 유전학, 그리고 몇몇 다른 분야를 포함한 그 문어발식 가지들을 연구해야 한다"는 것을 요구한다고 인정한다.

#### 인더스 문명과의 동일시
힌두트바 수정주의자들은 원주 아리아인설을 지지하며 인더스 문명을 "사라스바티 문화", "사라스바티 문명", "인더스 가가르-하크라 문명", "인더스-사라스바티 문명", 또는 "신두-사라스바티 문명"이라고 부르기도 한다. 이 용어들은 베다에 언급된 사라스바티강을 지칭하며, 베다 문화를 인더스 문명과 동일시한다. 이러한 관점에서 하라판 문명은 인더스강이 아니라 주로 가가르-하크라강 유역에서 번성했다. 예를 들어, 다니노는 베다의 제안된 연대 측정인 기원전 3천년기가 인더스 문명의 성숙기와 일치하며, 인더스 계곡 문화와 베다 문화를 동일시하는 것이 "매력적"이라고 언급한다.
로밀라 타파르는 인더스 문명과 베다 문화의 담지자들을 동일시하는 주장이 언어학적 증거뿐만 아니라 고고학적 증거와도 극명한 대조를 이룬다고 지적한다. 그녀는 계획된 도시, 복잡한 요새화, 정교한 배수 시스템, 흙 벽돌과 구운 벽돌 사용, 기념비적인 건물, 광범위한 공예 활동과 같은 인더스 문명 도시 생활의 본질적인 특징들이 리그베다에는 완전히 부재한다고 언급한다. 마찬가지로 리그베다는 조직화된 도시 생활의 핵심 측면(예: 친족이 아닌 노동, 교환 시스템의 측면 또는 항목, 복잡한 무게 및 측정)에 대한 개념적 이해가 부족하고 테라코타 인형, 인체 조각 표현 또는 인장과 같이 인더스 문명 유적지에서 많이 발견되는 물건들을 언급하지 않는다.
헤탈벤 신다브는 가가르-하크라 유적지가 많다는 주장은 정치적으로 동기가 부여되었고 과장되었다고 지적한다. 인더스강은 활동적인 강으로 남아 있었지만, 가가르-하크라강은 말라버려 많은 유적지를 손상시키지 않고 남겼다. 신다브는 또한 가가르-하크라강이 인더스강의 지류였으므로, 제안된 사라스바티 명칭은 불필요하다고 지적한다. 고고학자 셰린 라트나가르에 따르면, 인도에 있는 많은 가가르-하크라 유적지는 실제로는 지역 문화의 유적이며, 일부 유적지는 하라판 문명과의 접촉을 보여주지만, 완전히 발달된 하라판 유적지는 거의 없다. 또한, 발견된 인더스 문자가 새겨진 인장과 유물 중 약 90%는 파키스탄 인더스강을 따라 있는 유적지에서 발견되었고, 다른 지역은 나머지 10%만을 차지한다.

#### 부흥
2015년 로이터는 "국민 의용단 회원들은 베다 강의 물리적 존재에 대한 증거가 힌두 인도 아대륙의 황금기에 대한 그들의 개념을 강화할 것이라는 점을 알고 있다"고 보도했다. 이에 따라 인도 인민당 정부는 고고학자들에게 강을 찾아내도록 지시했다.
하리아나주 정부에 따르면, 지역에 대한 연구와 위성 이미지로 인해 강바닥을 파는 동안 물이 발견되면서 사라진 강이 발견된 것이 확인되었다. 조사와 위성 사진은 한때 히말라야에서 발원하여 하리아나 평원으로 들어와 라자스탄과 신드 동부의 타르-촐리스탄 사막을 (인더스강과 거의 평행하게) 흘러 구자라트의 쿠치만 습지에서 바다에 도달했던 거대한 강이 존재했음을 확인해 준다. 쿠치만 습지의 이상한 늪지대는 한때 거대한 강의 하구였기 때문이기도 하다.
정부 구성의 사라스바티 유산 개발 위원회(SHDB)는 2016년 7월 30일 시험 운행을 실시하여 야무나나가르의 운차 찬드나 마을에서 튜브웰을 통해 파낸 수로에 100 cu ft/s (2,800 l/초)의 물을 채웠다. 이 물은 쿠루크셰트라까지 40km 거리에 걸쳐 수로를 채울 것으로 예상된다. 물의 흐름에 방해물이 없음을 확인하면, 정부는 2주 후에 또 다른 100 cu ft/s (2,800 l/초)을 흐르게 할 계획이다. 당시에는 강이 지속적으로 흐르도록 강 경로에 세 개의 댐을 건설할 계획도 있었다.
2021년 하리아나주 수상은 70개 이상의 기관이 사라스바티 강 유산 연구에 참여하고 있으며, 이 강은 "아디 바드리에서 구자라트의 쿠치까지 여전히 지하로 흐르고 있다"고 밝혔다.
사라스바티 부활 프로젝트는 사라진 강의 경로를 따라 수로와 댐을 건설하고, 이를 관광 및 순례지로 개발하는 것을 목표로 한다.

## 같이 보기
- 브라흐마바르타
- 드리샤드바티강
- 리그베다 강
- 사프타 신두
- 사라스바티
- 인더스강
- 사라스왓 브라만
- 트리베니 상감
- 사라스바티 푸슈카람

### 설명주
1. ↑  See Clift et al. (2012) map and Honde te al. (2017) map.
2. 1 2 3 4 5 6 7 8  Witzel (2001, 81쪽): "The autochthonous theory overlooks that RV 3.33206 already speaks of a necessarily smaller Sarasvatī: the Sudås hymn 3.33 refers to the confluence of the Beas and Sutlej (Vipåś, Śutudrī). This means that the Beas had already captured the Sutlej away from the Sarasvatī, dwarfing its water supply. While the Sutlej is fed by Himalayan glaciers, the Sarsuti is but a small local river depending on rain water.
In sum, the middle and later RV (books 3, 7 and the late book, 10.75) already depict the present-day situation, with the Sarasvatī having lost most of its water to the Sutlej (and even earlier, much of it also to the Yamunå). It was no longer the large river it might have been before the early Rgvedic period."
3. 1 2  RV 7.95.1–2:
"이 물줄기 사라스바티는 자애로운 흐름으로 나타나, 우리의 확실한 방어, 철의 요새가 된다.
전차 위처럼 홍수는 흘러가며, 위엄과 힘에서 모든 다른 물을 능가한다.
산에서 대양까지 그녀의 흐름은 순수하고, 강들 중 유일하게 사라스바티는 들었다.
부와 거대한 생물 세계를 생각하며, 그녀는 나후샤를 위해 젖과 기름기를 쏟아부었다."
4. 1 2  According to Bhargava (1964) "samudra" stands for a huge inland lake, of which there were four or seven in Rigvedic sources. He translates sagara as "ocean". In this view the "lowlands" of Kashmir and Kuruksetra were samudra, but the sea in which the Ganga fell is a sagara.[9] See also Talageri, The Proto-Indo-European Word for "Sea/Ocean". Talageri notes that "Pāṇini gives the meaning of mīra as samudra (Uṇādi-Sutra ii, 28)," and notes that, according to Mallory, IE meer, mīra, originally referred to "lake," and not to "sea."
5. ↑  In contrast to the mainstream view, Chatterjee 외. (2019) suggest that the river remained perennial till 4,500 years ago.
6. 1 2 3  Giosan et al. (2012):
  - "Contrary to earlier assumptions that a large glacier-fed Himalayan river, identified by some with the mythical Sarasvati, watered the Harappan heartland on the interfluve between the Indus and Ganges basins, we show that only monsoonal-fed rivers were active there during the Holocene."
  - "Numerous speculations have advanced the idea that the Ghaggar-Hakra fluvial system, at times identified with the lost mythical river of Sarasvati (e.g., 4, 5, 7, 19), was a large glacier fed Himalayan river. Potential sources for this river include the Yamuna River, the Sutlej River, or both rivers. However, the lack of large-scale incision on the interfluve demonstrates that large, glacier-fed rivers did not flow across the Ghaggar-Hakra region during the Holocene
  - "The present Ghaggar-Hakra valley and its tributary rivers are currently dry or have seasonal flows. Yet rivers were undoubtedly active in this region during the Urban Harappan Phase. We recovered sandy fluvial deposits approximately 5;400 y old at Fort Abbas in Pakistan (SI Text), and recent work (33) on the upper Ghaggar-Hakra interfluve in India also documented Holocene channel sands that are approximately 4;300 y old. On the upper interfluve, fine-grained floodplain deposition continued until the end of the Late Harappan Phase, as recent as 2,900 y ago (33) (Fig. 2B). This widespread fluvial redistribution of sediment suggests that reliable monsoon rains were able to sustain perennial rivers earlier during the Holocene and explains why Harappan settlements flourished along the entire Ghaggar-Hakra system without access to a glacier-fed river."

Valdiya (2013) dispute this, arguing that it was a large perennial river draining the high mountains as late as 3700–2500 years ago. Giosan 외. (2013) have responded to, and rejected, Valdiya's arguments.
7. ↑  The Helmand river historically, besides Avestan Haetumant, bore the name Haraxvaiti, which is the Avestan form cognate to Sanskrit Sarasvati.
8. 1 2  According to David Anthony, the 얌나 문화 was the "Urheimat" of the Indo-Europeans at the Pontic steppes.[100] From this area, which already included various subcultures, Indo-European languages spread west, south and east starting around 4,000 BCE.[118] These languages may have been carried by small groups of males, with patron-client systems which allowed for the inclusion of other groups into their cultural system.[100] Eastward emerged the 신타시타 문화 (2100–1800 BCE), from which developed the 안드로노보 문화 (1800–1400 BCE). This culture interacted with the BMAC (2300–1700 BCE); out of this interaction developed the Indo-Iranians, which split around 1800 BCE into the Indo-Aryans and the Iranians.[119] The Indo-Aryans migrated to the Levant, northern India, and possibly south Asia.[120]
9. 1 2 3  The migration into northern India was not a large-scale immigration, but may have consisted of small groups,[121] which were genetically diverse. Their culture and language spread by the same mechanisms of acculturalisation, and the absorption of other groups into their patron-client system.[100]
10. ↑  According to Shaffer, the reason for the predominance of the Sarasvati in the 리그베다 is the 후기 하라판 (기원전 1900-1300년) 인구의 동쪽 하리아나주로의 이동이다.[35]
11. ↑  Wilke & Moebus (2011, 310, note 574쪽): "Witzel suggests that Sarasvatī is not an earthly river, but the Milky Way that is seen as a road to immortality and heavenly after-life. In `mythical logic,' as outlined above, the two interpretations are not however mutually exclusive. There are passages which clearly suggest a river."
12. ↑  See Witzel (1984)[49] for discussion; for maps (1984) of the area, p. 42 sqq.
13. ↑  While the first translation takes a tatpurusha interpretation of síndhumātā, the word is actually a bahuvrihi. Hans Hock (1999) translates síndhumātā as a bahuvrihi, giving the second translation. A translation as a tatpurusha ("mother of rivers", with sindhu still with its generic meaning) would be less common in RV speech.
14. ↑  See Clift et al. (2012) map and Honde te al. (2017) map.
15. ↑  The suggestion of a change of river courses during Mature Harappan times due to tectonic activity has been used by 인디게니스트들 to argue for the identification of the Ghaggar-Hakra with the Vedic Sarasvati. Gupta (1995), The lost Saraswati and the Indus Civilization, makes ample reference to such suggestions:
  - According to Misra, as cited in Gupta (1995, 149–50쪽), there are several dried out river beds (paleochannels) between the Sutlej and the Yamuna, some of them two to ten kilometres wide. They are not always visible on the ground because of excessive silting and encroachment by sand of the dried out river channels.
  - Raikes (1968) and Suraj Bhan (1972, 1973, 1975, 1977), as cited in Gupta (1995, 149쪽), have argued, based on archaeological, geomorphic and sedimentological research, that the Yamuna may have flowed into the Sarasvati during Harappan times.
  - According to Misra, as cited in Gupta (1995, 153쪽), the 야무나강 may have flowed into the Sarasvati river through the Chautang or the Drishadvati channel, since many Harappan sites have been discovered on these dried-out river beds. There are no Harappan sites on the present Yamuna river, but there are, however, 회색 그림 토기 (1000–600 BC) sites along the Yamuna channel, showing that the river must then have flowed in the present channel.

Other Indigenist Aryanism-cloroued publications include:
  - According to Gupta (1999), there are no Harappan sites on the Sutlej in its present lower course, only in its upper course near the Siwaliks, and along the dried up channel of the ancient Sutlej.
  - According to Pal (1984, 494쪽), also cited in Bryant (2001), the course of the Sutlej suggests that "the Satluj periodically was the main tributary of the Ghaggar and that subsequently the tectonic movements may have forced the Satluj westward and the Ghaggar dried." At Ropar the Sutlej river suddenly turns sharply away from the Ghaggar. The narrow Ghaggar river bed itself is becoming suddenly wider at the conjunction where the Sutlej should have met the Ghaggar river. There also is a major 고대 수로 between the turning point of the Sutlej and where the Ghaggar river bed widens.
  - According to Lal (2002, 24쪽), who supports the 인도 원주민 아리아인설 theory, the disappearance of the river may additionally have been caused by 지진s which may have led to the redirection of its tributaries.
  - Mitra & Bhadu (2012), referring to three other publications, state that active 단층s are present in the region, and lateral and vertical 지각 변동 movements have frequently diverted streams in the past. The Ghaggar-Hakra may have migrated westward due to such uplift of the Aravallis.
  - Puri & Verma (1998) argue that the present-day Tons River was the ancient upper-part of the Ghaggar-Hakra river, identified with the Sarasvati river by them. The Ghaggar-Haggar would then had been fed with Himalayan glaciers, which would make it the mighty river described in the Vedas. The terrain of this river contains pebbles of quartzite and metamorphic rocks, while the lower terraces in these valleys do not contain such rocks. A major seismic activity in the Himalayan region caused the rising of the Bata-Markanda Divide. This resulted in the blockage of the westward flow of Ghaggar-Hakra forcing the water back. Since the Yamunā Tear opening was not far off, the blocked water exited from the opening into the Yamunā system.
16. ↑  Anthropologists 그레고리 포셀 (1942–2011) and J. M. Kenoyer, writing in the 1990s, have suggested that many religious and literary invocations to Sarasvati in the Rig Veda were to a real Himalayan river, whose waters, on account of seismic events, were diverted, leaving only a seasonal river, the Ghaggar-Hakra, in the original river bed.[84][85] Archaeologists Gregory Possehl and Jane McIntosh refer to the Ghaggar-Hakra river as "Sarasvati" throughout their respective 2002 and 2008 books on the Indus Civilisation,[86][87] supposing that the Sutlej and Yamuna diverged their courses during late Harappan times.[77]
17. ↑  Chatterjee et al. (2019) identify the Sarasvati with the Ghaggar, arguing that during "9–4.5 ka the river was perennial and was receiving sediments from the Higher and Lesser Himalayas" by distributaries of the Sutlej, which "likely facilitated development of the early Harappan settlements along its banks."[88] In response, Sinha et al. (2020) state that "most workers have documented the cessation of large scale fluvial activity in NW India in early Holocene, thereby refuting the sustenance of the Harappan civilization by a large river."[89]
18. ↑  Painted Grey Ware sites (ca. 1000 BCE) have been found in the bed and not on the banks of the Ghaggar-Hakra river, suggesting that the river had dried up before this period.[96][97]
19. ↑  Demkina et al. (2017): "In the second millennium BC, humidification of the climate led to the divergence of the soil cover with secondary formation of the complexes of chestnut soils and solonetzes. This paleoecological crisis had a significant effect on the economy of the tribes in the Late Catacomb and Post-Catacomb time stipulating their higher mobility and transition to the nomadic cattle breeding."[98]
20. ↑  See also Eurogenes Blogspot, The crisis.
21. ↑  Witzel: "If the RV is to be located in the Panjab, and supposedly to be dated well before the supposed 1900 BCE drying up of the Sarasvatī, at 4000–5000 BCE (Kak 1994, Misra 1992), the text should not contain evidence of the domesticated horse (not found in the subcontinent before c. 1700 BCE, see Meadow 1997,1998, Anreiter 1998: 675 sqq.), of the horse-drawn chariot (developed only about 2000 BCE in S. Russia, Anthony and Vinogradov 1995, or Mesopotamia), of well developed copper/bronze technology, etc."[124]
22. ↑  Michael Witzel points out that this is to expected from a mobile society, but that the 간다라 무덤 문화 is a clear indication of new cultural elements.[125] Michaels points out that there are linguistic and archaeological data that shows a cultural change after 1750 BCE,[126] and Flood notices that the linguistic and religious data clearly show links with Indo-European languages and religion.[127]
23. ↑  Number of Indus script inscribed objects and seals obtained from various Harappan sites: Mohanjodaro (1540), Harappa (985), Chanhudaro (66), Lothal (165), Kalibangan (99), Banawali (7), Ur, Iraq (6), Surkotada (5), Chandigarh (4)

### 참조주
1. ↑  Kinsley 1998, 11, 13쪽.
2. 1 2  Wilke & Moebus 2011, 310쪽.
3. 1 2 3 4 5 6  Witzel 2001, 93쪽.
4. 1 2  Ludvík 2007, 11-13쪽.
5. 1 2 3 4  “Sarasvati | Hindu deity”. 《Encyclopedia Britannica》. 2023년 5월 2일.
6. 1 2  Witzel (2012, 74, 125, 133쪽): "It can easily be understood, as the Sarasvatī, the river on earth and in the nighttime sky, emerges, just as in Germanic myth, from the roots of the world tree. In the Middle Vedic texts, this is acted out in the Yātsattra... along the Rivers Sarasvatī and Dṛṣadvatī (northwest of Delhi)..."}}
7. 1 2 3  Klaus, K. Die altindische Kosmologie, nach den Brāhmaṇas dargestellt. Bonn 1986
8. 1 2 3  Samudra, XXIII Deutscher Orientalistentag Würzburg, ZDMG Suppl. Volume VII, Stuttgart 1989, 367–371
9. 1 2 3  Bhargava, M.L. (1964). 《The Geography of Rigvedic India》. Lucknow. 5쪽.
10. 1 2 3 4 5 6 7 8 9  Giosan et al. 2012.
11. 1 2 3  Maemoku 외. 2013.
12. 1 2 3 4 5 6 7 8  Clift et al. 2012.
13. 1 2 3 4 5 6 7  Singh et al. 2017.
14. ↑  Sankaran 1999.
15. ↑  Wilke & Moebus 2011.
16. ↑  Giosan et al. 2012, 1688-1689쪽.
17. 1 2 3 4  Wilke & Moebus 2011, 310–311쪽.
18. 1 2  Witzel 2001, 81쪽.
19. 1 2  Mukherjee 2001, 2, 8-9쪽.
20. 1 2 3 4 5  Romila Thapar (2004). 《Early India: From the Origins to AD 1300》. University of California Press. 42쪽. ISBN 978-0-520-24225-8.
21. 1 2 3  Kocchar, Rajesh. “The rivers Sarasvati: Reconciling the sacred texts”. 《RajeshKochhar.com》 (blog post); based on 《The Vedic People: Their history and geography》.
22. 1 2 3 4 5  Kochhar, Rajesh (1999), 〈On the identity and chronology of the Ṛgvedic river Sarasvatī〉,   Roger Blench; Matthew Spriggs, 《Archaeology and Language III; Artefacts, languages and texts》, Routledge, ISBN 978-0-415-10054-0
23. 1 2  Encyclopædia Britannica, Sarasvati
24. 1 2  Singh2008.
25. 1 2  Maisels2003.
26. 1 2  CushRobinson2008.
27. 1 2 3 4 5  Danino 2010, 258쪽.
28. ↑  e.g. 7.96.4, 10.66.5
29. ↑  Mayrhofer, EWAia, s.v. Saraswatī as a common noun in Classical Sanskrit means a region abounding in pools and lakes, the river of that name, or any river, especially a holy one.

Like its cognates 웨일스어 hêl, heledd 'river meadow' and Greek ἕλος (hélos) 'swamp'; the root is otherwise often connected with rivers (also in river names, such as Sarayu or Susartu); the suggestion has been revived in the connection of an "out of India" argument, N. Kazanas (June 2006). “RV is pre-Harappan” (PDF). 《Omilos Meleton》. 9쪽. |보존url=이 잘못됨: path (도움말)
30. ↑  by Lommel (1927); Lommel, Herman (1927), Die Yašts des Awesta, Göttingen-Leipzig: Vandenhoeck & Ruprecht/JC Hinrichs
31. ↑  Parpola 2015, p. 97: "It is widely accepted that the Sarasvatī mentioned here is the river that gave the name Harakhvaiti".
32. ↑  Manu (2004). Olivelle, Patrick, ed. The Law Code of Manu. Oxford University Press. p. 24. ISBN 978-0-19280-271-2.
33. ↑  Bridget Allchin, Raymond Allchin, The Rise of Civilization in India and Pakistan, Cambridge University Press, 1982, P.358.
34. ↑  Macdonell, Arthur Anthony; Keith, Arthur Berriedale (1912). 《Vedic Index of names and subjects》 (영어) 2. London: Murray. 434쪽. OCLC 1014995385.
35. 1 2  J. Shaffer, in: J. Bronkhorst & M. Deshpande (eds.), Aryans and Non-Non-Aryans, Evidence, Interpretation and Ideology. Cambridge (Harvard Oriental Series, Opera Minora 3) 1999
36. ↑  Ludvík 2007, 84-85쪽.
37. ↑  Ludvík 2007, 4-5쪽.
38. ↑  Prasad 2017, Chapter-2.
39. ↑  1.3, 13, 89, 164; 10.17, 30, 64, 65, 66, 75, 110, 131, 141
40. ↑  Ludvík 2007, 11쪽.
41. ↑  Ludvík (2007, 85쪽): "The Sarasvatī river, which, according to Witzel,... personifies the Milky Way, falls down to this world at Plakṣa Prāsarvaṇa, "the world tree at the center of heaven and earth," and flows through the land of the Kurus, the center of this world."
42. 1 2 3  Pushpendra K. Agarwal; Vijay P. Singh (2007년 5월 16일). 《Hydrology and Water Resources of India》. Springer Science & Business Media. 311–2쪽. ISBN 978-1-4020-5180-7.
43. ↑  Prasad 2017, Chapter-3.
44. ↑  Kinsley 1998, 10, 55-57쪽.
45. ↑  K.R. Jayaswal, Hindu Polity, pp. 12–13
46. ↑  Pancavimsa Brahmana, Jaiminiya Upanisad Brahmana, Katyayana Srauta Sutra, Latyayana Srauta; Macdonell and Keith 1912
47. ↑  Asvalayana Srauta Sutra, Sankhayana Srauta Sutra; Macdonell and Keith 1912, II: 55
48. ↑  Griffith, p.492
49. 1 2  Witzel 1984.
50. ↑  D.S. Chauhan in Radhakrishna, B.P. and Merh, S.S. (editors): Vedic Saraswati 1999. According to this reference, 44 asvins may be over 2,600 km
51. ↑  Bhargava, Sudhir (20-22 November 2009). 《Location of Brahmavarta and Drishadwati river is important to find earliest alignment of Saraswati river》. Saraswati river – a perspective. Kurukshetra: Kurukshetra University. 114–117쪽. 필요 이상의 변수가 사용됨: |author= 및 |last= (도움말);
52. ↑  Mhb. 3.82.111; 3.130.3; 6.7.47; 6.37.1–4., 9.34.81; 9.37.1–2
53. ↑  Mbh. 3.80.118
54. ↑  Mbh. 3.88.2
55. ↑  Haigh, Martin (2011). 《Interpreting the Sarasvati Tirthayatra of Shri Balarāma》. 《Research Journal of Akhil Bhartiya Itihas Sankalan Yojana, ABISY (New Delhi)》 16. 179–193쪽. ISSN 0974-3065 – www.academia.edu 경유.
56. ↑  org, Richard MAHONEY – r dot mahoney at indica-et-buddhica dot. “INDOLOGY – Sarasvati-Sindhu civilization (c. 3000 B.C.)”. 《indology.info》.
57. ↑  Studies in Proto-Indo-Mediterranean culture, Volume 2, page 398
58. 1 2  D.S. Chauhan in Radhakrishna, B.P. and Merh, S.S. (editors): Vedic Saraswati, 1999, p.35–44
59. ↑  compare also with Yajurveda 34.11, D.S. Chauhan in Radhakrishna, B.P. and Merh, S.S. (editors): Vedic Saraswati, 1999, p.35–44
60. 1 2  Eck p. 149
61. ↑  Eck 2012, 147쪽.
62. ↑  Manusmriti 2.17-18
63. ↑  Eck 2012, 145쪽.
64. 1 2  Eck 2012, 148쪽.
65. ↑  Ludvík 2007, 1쪽.
66. ↑  At the Three Rivers TIME, 1948년 2월 23일
67. 1 2  Eck p. 145
68. ↑  Eck p. 220
69. ↑  Darian 2001, 58쪽.
70. 1 2 3  Upinder Singh (2008). 《A History of Ancient and Early Medieval India: From the Stone Age to the 12th Century》. Pearson Education India. 137–8쪽. ISBN 978-81-317-1677-9.
71. 1 2 3  Charles Keith Maisels (2003년 12월 16일). 〈The Indus/'Harappan'/Sarasvati Civilization〉. 《Early Civilizations of the Old World: The Formative Histories of Egypt, The Levant, Mesopotamia, India and China》. Routledge. 184쪽. ISBN 978-1-134-83731-1.
72. ↑  Darian p. 59
73. 1 2  Mukherjee 2001, 2, 6-9쪽.
74. ↑  Griffith
75. 1 2  S. Kalyanaraman (ed.), Vedic River Sarasvati and Hindu Civilization, ISBN 978-81-7305-365-8 PP.96
76. ↑  Valdiya, K. S. (2002년 1월 1일). 《Saraswati: The River that Disappeared》 (영어). Indian Space Research Organization. 23쪽. ISBN 9788173714030.
77. 1 2  McIntosh 2008, 19-21쪽.
78. ↑  Schuldenrein et al. 2004, fig. 23쪽.
79. ↑  Clift et al. 2012, fig. 1쪽.
80. 1 2  Malavika Vyawahare (29 November 2017), "New study challenges existence of Saraswati river, says it was Sutlej's old course", Hindustan Times.
81. ↑  Schuldenrein et al. 2004.
82. ↑  McIntosh 2008, 20-21쪽.
83. ↑  Jain, Agarwal & Singh 2007, 312쪽.
84. ↑  Possehl 1997.
85. ↑  Kenoyer 1997.
86. ↑  McIntosh 2008.
87. 1 2  Possehl 2002, 8쪽.
88. ↑  Chatterjee 외. 2019.
89. ↑  Sinha, Singh & Tandon 2020, 240쪽.
90. 1 2  Khonde et al. 2017.
91. ↑  Dave et al. 2019.
92. ↑  Chaudhri, Akshey Rajan; Chopra, Sundeep; Kumar, Pankaj; Ranga, Rajesh; Singh, Yoginder; Rajput, Subhash; Sharma, Vikram; Verma, Veerendra Kumar; Sharma, Rajveer (2021). 《Saraswati River in northern India (Haryana) and its role in populating the Harappan civilization sites—A study based on remote sensing, sedimentology, and strata chronology》. 《Archaeological Prospection》 28. 565–582쪽. Bibcode:2021ArchP..28..565C. doi:10.1002/arp.1829. S2CID 236238153.
93. ↑  Jayant K. Tripathi; Barbara Bock; V. Rajamani; A. Eisenhauer (2004년 10월 25일). 《Is River Ghaggar, Saraswati? Geochemical constraints》 (PDF). 《Current Science》 87.
94. ↑  Stein, Aurel (1942). 《A Survey of Ancient Sites along the "Lost" Sarasvati River》. 《The Geographical Journal》 99. 173–182쪽. Bibcode:1942GeogJ..99..173S. doi:10.2307/1788862. ISSN 0016-7398. JSTOR 1788862.
95. 1 2  Giosan et al. 2012, 1693쪽.
96. 1 2  Stein, Aurel (1942). 《A Survey of Ancient Sites along the "Lost" Sarasvati River》. 《The Geographical Journal》 99. 173–182쪽. Bibcode:1942GeogJ..99..173S. doi:10.2307/1788862. JSTOR 1788862.
97. ↑  Gaur, R. C. (1983). Excavations at Atranjikhera, Early Civilization of the Upper Ganga Basin. Delhi.
98. 1 2 3  Demkina 2017.
99. ↑  Anthony 2007, 300, 336쪽.
100. 1 2 3 4  Anthony 2007.
101. ↑  Darian p. 58
102. ↑  “Proceedings of the second international symposium on the management of large rivers for fisheries: Volume II”. Fao.org. 2003년 2월 14일. 2016년 9월 13일에 원본 문서에서 보존된 문서. 2012년 7월 12일에 확인함.
103. ↑  Tripathi, Jayant K.; Bock, Barbara; Rajamani, V.; Eisenhauer, A. (2004). 《Is River Ghaggar, Saraswati? Geochemical constraints》. 《Current Science》 87. 1141–1145쪽. JSTOR 24108988.
104. ↑  “Press Information Bureau English Releases”. 2016년 10월 18일에 확인함.
105. ↑  PTI. “Government-constituted expert committee finds Saraswati river did exist”. 《Indian Express》. PTI. 2016년 10월 19일에 확인함.
106. ↑  Indische Alterthumskunde
107. ↑  Sacred Books of the East, 32, 60
108. ↑  Oldham 1893 pp.51–52
109. ↑  Feuerstein, Georg; Kak, Subhash; Frawley, David (1999년 1월 11일). 《In Search of the Cradle of Civilization: New Light on Ancient India》. Motilal Banarsidass. ISBN 9788120816268 – Google Books 경유.
110. 1 2  Danino 2010, 252쪽.
111. ↑  Prasad 2017, 13쪽.
112. ↑  Prasad 2017, 14쪽.
113. ↑  Valdiya 2017, 6쪽.
114. 1 2 3  Danino 2010, 260쪽.
115. ↑  Kochhar 2012, 263쪽.
116. ↑  Prasad 2017, 42쪽.
117. ↑  Kochhar, Rajesh (1999). 〈On the identity and chronology of the Ṛgvedic river Sarasvatī〉.   Blench, Roger; Spriggs, Matthew. 《Artefacts, Languages, and Texts》. Archaeology and Language III. Routledge. ISBN 978-0-415-10054-0.
118. ↑  Beckwith 2009, 29쪽.
119. ↑  Anthony 2007, 408쪽.
120. ↑  Beckwith 2009.
121. ↑  Witzel 2005, 342-343쪽.
122. 1 2 3 4 5 6  Danino 2010, 256쪽.
123. ↑  Danino 2010, 256, 258쪽.
124. ↑  Witzel 2001, 31쪽.
125. ↑  Witzel 2005.
126. ↑  Michaels 2004, 33쪽.
127. ↑  Flood 1996, 33쪽.
128. ↑  Etter 2020.
129. 1 2 3  Sindhav 2016, 103쪽.
130. ↑  Denise Cush; Catherine A. Robinson; Michael York (2008). 《Encyclopedia of Hinduism》. Psychology Press. 766쪽. ISBN 978-0-7007-1267-0.
131. ↑  로밀라 타파르 (2002). 《Early India》. Penguin Books. 110쪽. ISBN 978-0-1430-2989-2.
132. ↑  Ratnagar, Shereen (2006). 《Understanding Harappa: Civilization in the Greater Indus Valley》. New Delhi: Tulika Books. 7–8쪽. ISBN 978-81-89487-02-7. If in an ancient mound we find only one pot and two bead necklaces similar to those of Harappa and Mohenjo-daro, with the bulk of pottery, tools and ornaments of a different type altogether, we cannot call that site Harappan. It is instead a site with Harappan contacts. ... Where the Sarasvati valley sites are concerned, we find that many of them are sites of local culture (with distinctive pottery, clay bangles, terracotta beads, and grinding stones), some of them showing Harappan contact, and comparatively few are full-fledged Mature Harappan sites.
133. ↑  이라바탐 마하데반, 1977, The Indus Script: Text, Concordance and Tables, pp. 6–7
134. ↑  우핀데르 싱, 2008, A History of Ancient and Early Medieval India From the Stone Age to the 12th Century, p. 169
135. ↑  Rupam Jain Nair, Frank Jack Daniel (2015년 10월 12일). “Special Report: Battling for India's soul, state by state”. 《Reuters》. 2018년 5월 29일에 확인함.
136. ↑  Bhadra, B. K.; Gupta, A. K.; Sharma, J. R. (February 2009). 《Saraswati Nadi in Haryana and its linkage with the Vedic Saraswati River — Integrated study based on satellite images and ground based information》. 《Journal of the Geological Society of India》 73. 273–288쪽. Bibcode:2009JGSI...73..273B. doi:10.1007/s12594-009-0084-y. ISSN 0016-7622. S2CID 140635500.
137. ↑  Zee Media Bureau (2016년 8월 6일). “'Lost' Saraswati river brought 'back to life'”. Zee Media. 2016년 8월 19일에 확인함.
138. ↑  “Haryana to launch revival of Saraswati river, to construct dam, barrage & reservoir at Adi Badri”. 《[IE]》. 2021년 2월 15일.